# Rau má hương
Rau má hương (danh pháp khoa học: Hydrocotyle sibthorpioides), còn được gọi rau má nhỏ, rau má chuột, rau má họ, rau má mỡ là một loài thực vật có hoa trong Họ Cuồng. Loài này được Lam. mô tả khoa học đầu tiên năm 1789.

## Phân bố
Rau má hương phân bố rộng khắp thế giới, được tìm thấy ở khu vực châu Á, châu Âu và một số ít ở châu Mỹ.

## Đặc điểm
Rau má hương có hình dạng lá như hình cây dù bé nhỏ khuyết xinh, màu sắc xanh tươi, chiều cao 2–5 cm, độ rộng lá 1–2 cm. Tuy có vẻ yếu ớt mỏng manh nhưng sức sống vô cùng mãnh liệt nên đây là loài cây tương đối dễ trồng. Cây dễ thích nghi môi trường nước cứng hay mềm pH 5.0 – 7.0, nhiệt độ 18-27 độ C, ánh sáng trung bình đến cao, dinh dưỡng tùy ý. Tuy nhiên dưới điều kiện tối ưu, cây có thể dễ dàng tiếp cận với các bề mặt có kích thước trung bình một hồ cá trong vòng một tuần hoặc lâu hơn, ngay cả sau khi được cắt tỉa đáng kể. Nhánh cây sẽ trôi dạt bên dưới bề mặt. Tuy nhiên, nếu nhiệt độ quá nóng (70-75 độ F là tốt nhất) hoặc không có ánh sáng, cây sẽ kiệt sức một cách nhanh chóng và tăng trưởng chậm. Độ pH và độ cứng đóng vai trò tối thiểu trong việc phát tirển của cây. Phân bón vi chất dinh dưỡng thúc đẩy cây lớn hơn, tăng trưởng mạnh mẽ hơn hạn chế bón phân nitrate nếu thường xuyên bón có thể làm cây đen hoặc có màu nâu CO2 không bắt buộc nhưng nếu bổ sung thêm CO2 sẽ thúc đẩy tăng trưởng của cây và cho ra lá tươi rất đẹp bò rất nhanh sau hai tuần.
Cây sinh sôi bằng cách đẻ ra cây con khi cắt mốt phần của cây ghim xuống phân nền sẽ tự động cây bén rễ sau đó cây mẹ sẽ phát triển đến một lúc nào đó sẽ tư đẻ ra thành cây mới. Cầy cũng là loài thực vật bán cạn nên có thể được trồng cạn.

## Sử dụng
Sở hữu dáng vẻ đặc biệt, khi phát triển đến thời điểm tối ưu cây sẽ tạo ra một bức tranh và rất dễ phối cảnh với các cây thủy sinh khác nên được dùng để thiết kế cảnh thủy sinh cho những ai chưa có nhiều kinh nghiệm chơi thủy sinh. Do đó, đây là loài thực vật thủy sinh rất thông dụng, là lựa chọn hàng đầu trong giới thủy sinh và được trồng trong các hồ thủy sinh nhỏ. Với sự tăng trưởng khá cao và sự hấp thụ dinh dưỡng tốt, cây còn là ứng viên tuyệt vời cho các hồ thủy sinh bị dư dinh dưỡng.

## Hình ảnh

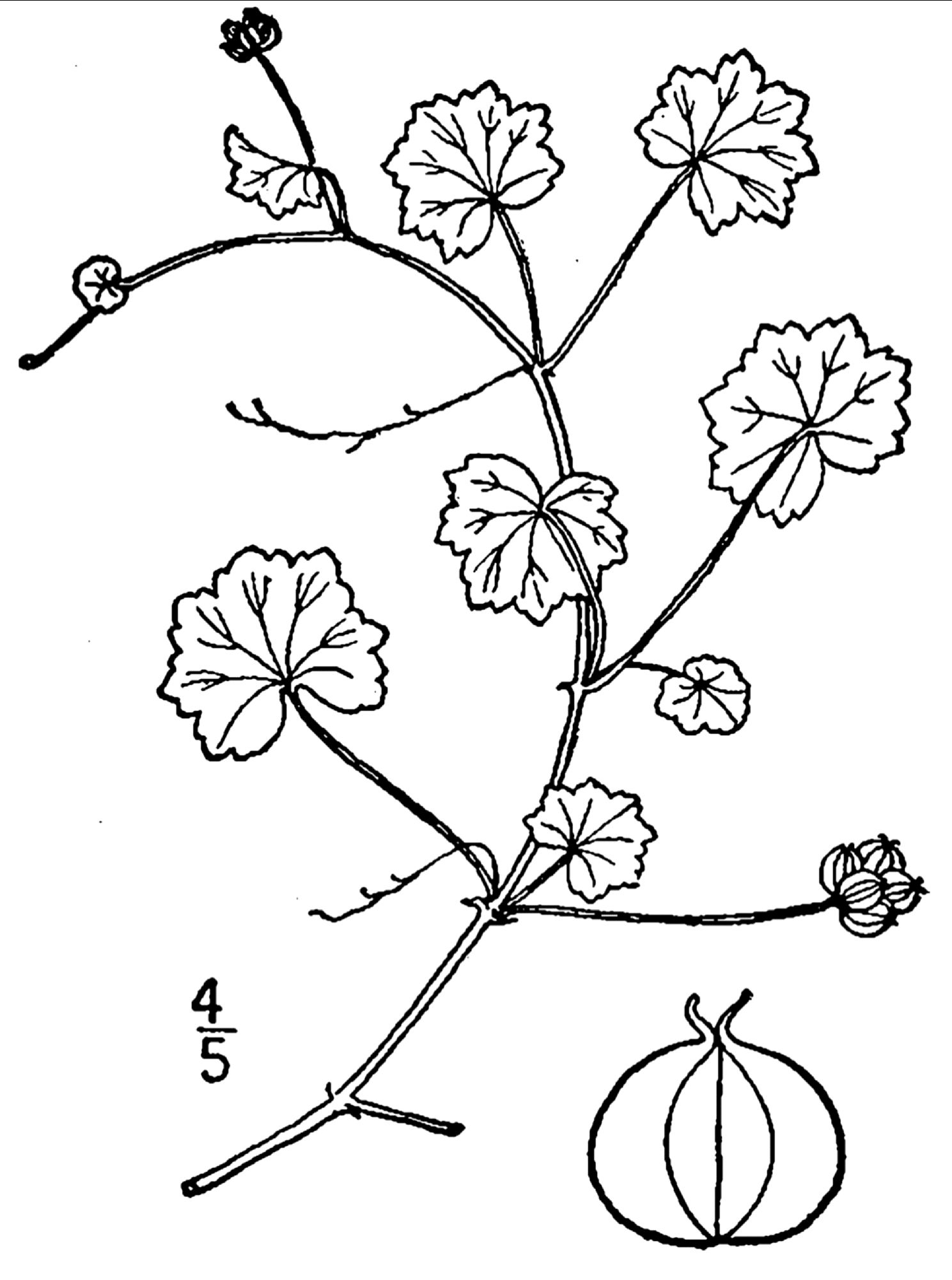
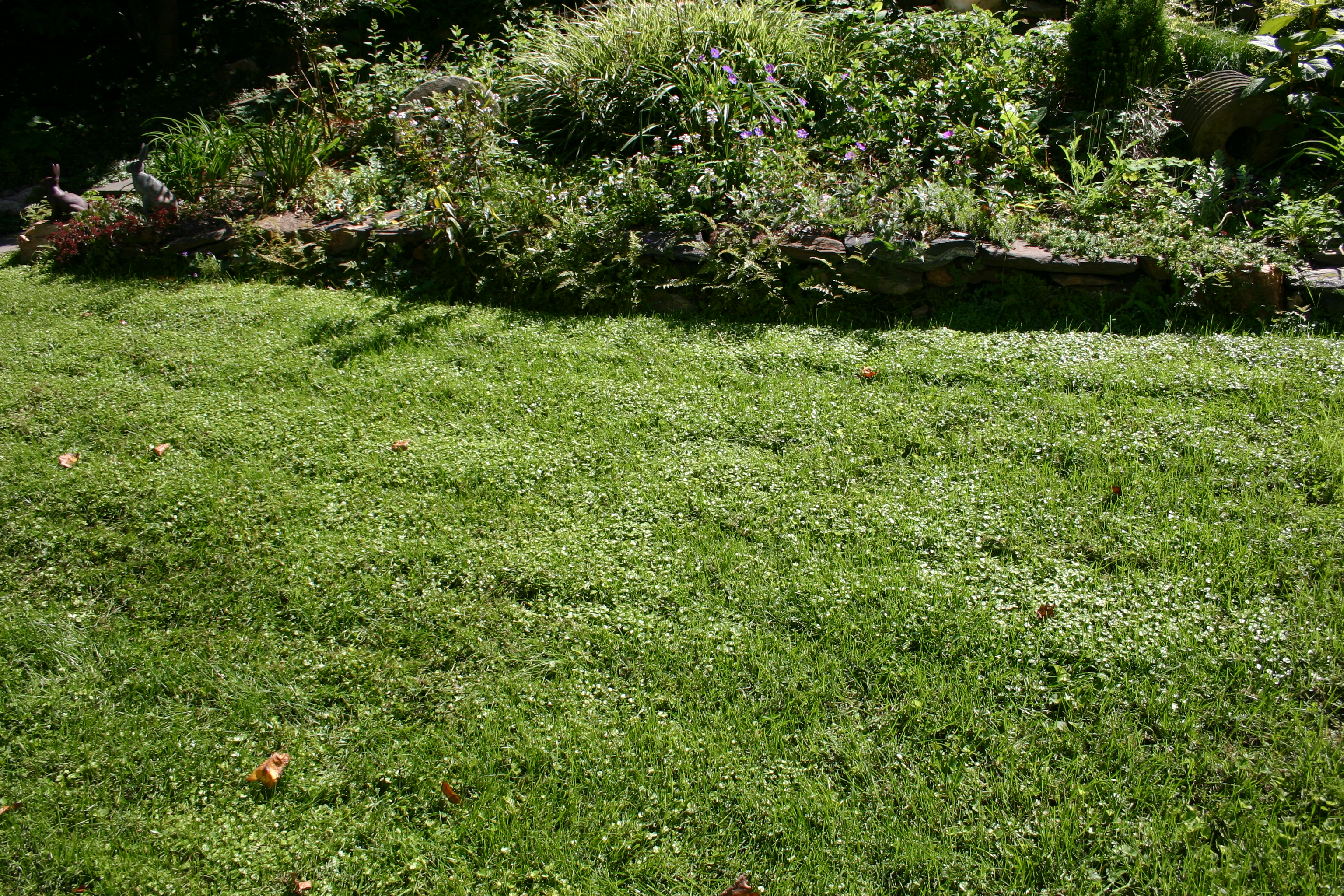
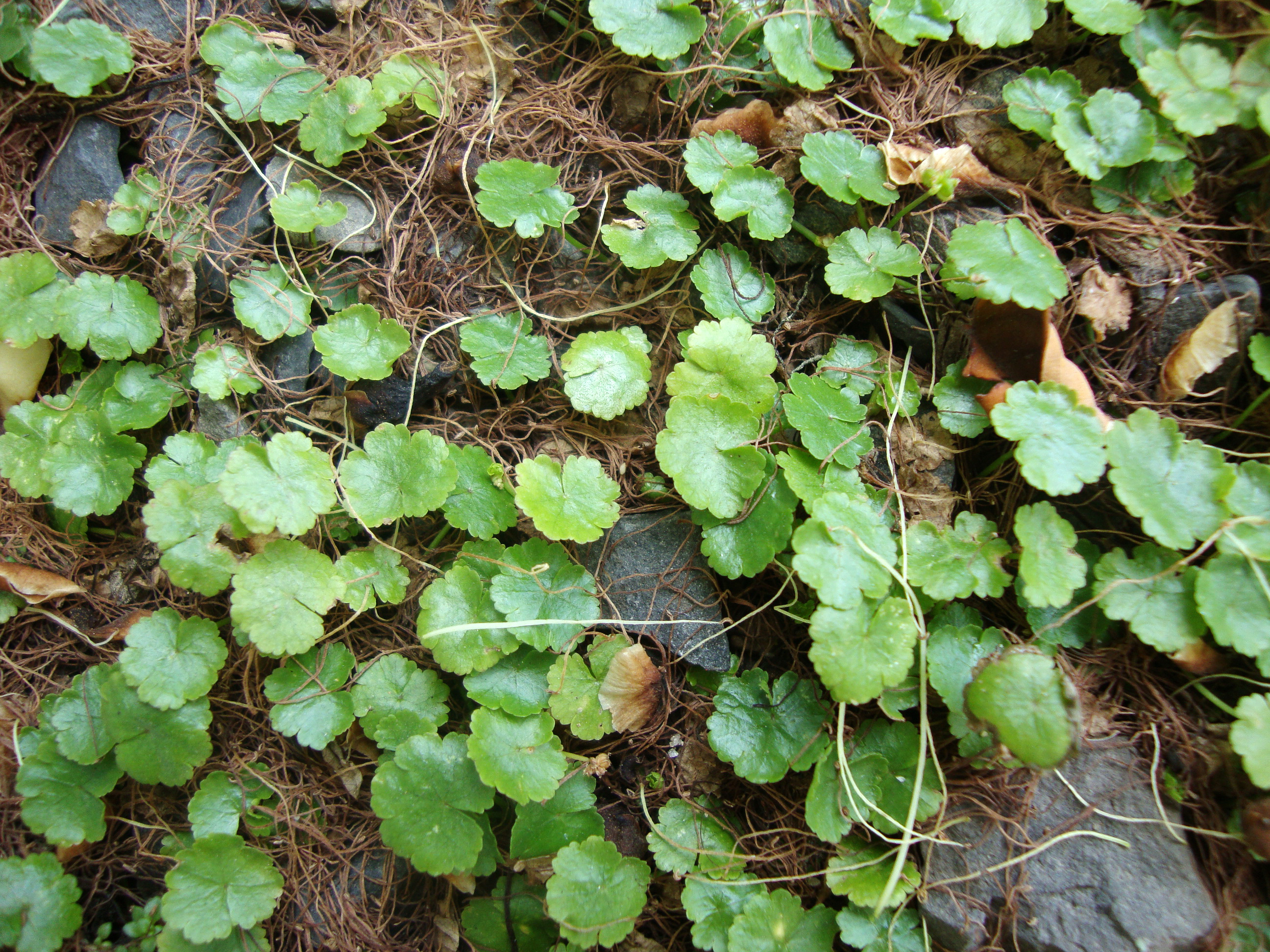